# Bagrauandena
Bagrauandena (em latim: Bagrauandena; em grego: Βαγραουάνδηνή; romaniz.: Bagraouandēnḗ), Bagravande (em armênio: Բագրավանդ; romaniz.: Bagravand) ou Bagrevande (Բագրեւանդ, Bagrewand), segundo a Geografia de Ananias de Siracena (século VII), foi um gavar (cantão) da província de Airarate, na Armênia.

## Nome
Josef Markwart sugeriu que o topônimo Bagrauandena está relacionado ao persa antigo e iraniano médio bāga raivantah, "jardim de deus". Por consequência, sua capital Bagauna poderia ser "lugar de deus".

## Geografia

Bagrauandena sob os Mamicônios

Bagrauandena era um dos maiores distritos armênios e localizava-se na porção sudoeste da província, próximo ao centro do país. Compreendia uma área de cinco mil quilômetros quadrados segundo Cyril Toumanoff ou 5 275 segundo Suren Eremyan. Fazia fronteira a noroeste com Bassiana, a nordeste com Gabélia, a leste com Arsarúnia e Chacate, a sudeste com Cogovita, a sul com Zalcota e Aliovita, a oeste com Apaúnia e Tuarazatáfia e, no extremo oeste, com Dasnaura. Ao norte, Bagrauandena foi naturalmente limitada pelas montanhas Aras, enquanto ao sul pela serra de Salcanse e através da região percorriam os rios Arasani e Bagrauandena (atual Sariã). Entre as cidades e vilas mais importantes de Bagrauandena estavam Armane, Valarsacerta (Alascerta), Blur, Araviuteque, Zirave, Zareavã e Quenzor. Além delas, havia o famoso Mosteiro de Bagavansque.

## História

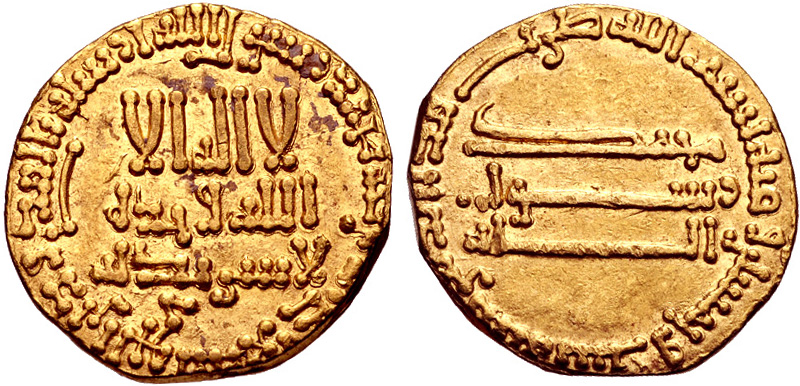
Dinar de ouro de Almançor r.

Bagrauandena era apanágio dos bagrátidas, um dos ramos da dinastia orôntida. Podem tê-lo recebido no tempo da dinastia artaxíada (189 a.C.–12 d.C.), outro possível ramo orôntida ou, como é mais provável, da dinastia arsácida (54–428), que ao ser incapaz de suplantar os ramos orôntidas remanescentes, concedeu territórios a eles. Em circunstâncias incertas, Bagrauandena foi concedido a um dos templos pagãos da Armênia e os bagrátidas reapareçam em Sispiritis. Em 314, após sua conversão, tornar-se-ia propriedade da Igreja Apostólica Armênia, sob controle direto dos descendentes de Gregório, o Iluminador. Em 438, com a morte de Isaque I, o Parta, foi legado a seu genro Amazaspes I da família Mamicônio e dessa linhagem eventualmente retornou aos bagrátidas em 855/62.
Ao longo da história da Armênia, Bagrauandena foi palco de dois conflitos importantes. No primeiro, ocorrido em 371, tropas invasores do Império Sassânida foram derrotadas por um exército coligado de Armênios e romanos. No segundo, ocorrido em 25 de abril de 775, os príncipes armênios que sublevaram contra o domínio do Califado Abássida sobre o país foram decisivamente derrotados por um exército de 30 mil coraçanes enviado pelo califa Almançor (r. 754–775) sob liderança de Amir.